# 4889 Praetorius
4889 Praetorius este un asteroid din centura principală, descoperit pe 19 octombrie 1982 de Freimut Börngen.